# Скворцов, Григорий Алексеевич
Григорий Алексеевич Скворцов (30.01.1894 — 27.10.1917) — ефрейтор, один из команды двинцев.

## Биография
Родился в деревне Артемьево Кинешемского уезда Костромской губернии.
Родился в семье бобыля.
Работал на красильной фабрике в селе Родники.
Прсле окончания двухклассного училища стал работать «мальчиком» на этой же фабрике.
Примкнул к революционному движению. Полиция неоднократно делала в доме обыски.
В 1915 году призван в армию и отправлен на фронт.
Летом 1917 года он совместно с 74 солдатами 303-го Сенненского полка был предан военному суду.
Погиб в первом бою на Красной площади в борьбе за Советскую власть.
Похоронен у Кремлёвской стены.